# Font de la Vila (el Meüll)
La Font de la Vila és una font del terme municipal de Castell de Mur, en territori del poble del Meüll, de l'antic municipi de Mur, al Pallars Jussà.
Està situada a 956 m d'altitud, a la part nord del mateix nucli del Meüll, al costat sud-est de la Masia del Castell. És una d'aquelles fonts públiques amb abeurador per a bestiar i safareigs per a rentar roba que es construïren a molts pobles de Catalunya entre el darrer terç del segle xix i el primer del segle xx, com testimonia la data que hi ha inscrita.